# Wallace (futebolista)
Wallace Fortuna dos Santos, mais conhecido como Wallace (Rio de Janeiro, 14 de outubro de 1994) é um futebolista brasileiro que atua como zagueiro. Atualmente, joga pelo Atlético Goianiense.

## História
Começou na base de um pequeno time carioca chamado Tigres do Brasil, mas aos 15 anos foi para a base do Cruzeiro.

### Sub-20
Wallace se destacou atuando pela equipe sub-20 do Cruzeiro, onde se destacou no Campeonato Brasileiro de Futebol Sub-20 de 2012, sendo campeão sendo promovido ao elenco profissional logo em seguida.

### Cruzeiro
Wallace fez sua estreia no elenco profissional do Cruzeiro na vitória por 1 a 0 contra o Atlético GO, pela terceira fase da Copa do Brasil realizado em 17 de julho de 2013, mas jogando apenas os minutos finais.
Em 2014, durante a primeira metade da temporada, fez 7 jogos, todos como titular.

### Braga
Após o Cruzeiro vende-lo a um grupo de investidores, en:Gestifute, Em 3 de julho de 2014, transferiu-se ao SC Braga, por €9,5 milhões.

### Monaco
Sem ao menos estrear pelo Braga foi emprestado para o Monaco uma semana depois, onde vestiu a camisa 13. A estréia com a camisa do time monegasco foi em 16 de setembro de 2014 pela vitória na Liga dos Campeões contra Bayer Leverkusen, substituindo o companheiro de equipe Ricardo Carvalho nos últimos minutos de jogo, tento conquistado uma vaga desde então entre os titulares. O 1ª gol veio em 11 de fevereiro de 2015 durante o jogo da Taça de França vencido por 3-1 contra o Rennes. Foram 22 jogos e 1 gol nesta temporada.
Em julho de 2015, o empréstimo para o Monaco foi renovado por mais um ano, participando de 34 jogos e 1 gol sendo peça importante para o time a se classificar para a Liga dos Campeões pelo terceiro ano consecutivo.

### Lazio
Em 29 de julho de 2016, foi comproda pelo clube italiano por 8 milhões de euros, assinando um contrato de cinco anos. Rapidamente buscou seu espaço e conseguiu o vice-campeonato da Copa Itália. Completou sua primeira temporada na terra da bota com 30 jogos e 1 gol.
Em 13 de agosto de 2017, ele conquistou seu primeiro título de camisa da Biancoceleste, enquanto a Lazio impôs, por 2-3, na Juventus, a partida válida para a atribuição da Supercopa da Itália 2017.

## Títulos
Cruzeiro
- Campeonato Brasileiro: 2013
- Campeonato Mineiro: 2014

Lazio
- Supercopa da Itália: 2017
- Copa da Itália: 2018–19

### Base
Cruzeiro
- Campeonato Brasileiro de Futebol Sub-20: 2012

Seleção Brasileira Sub-20
- Torneio Internacional de Toulon: 2013, 2014
- Valais Youth Cup: 2013

Seleção Brasileira Sub-21
- Torneio Internacional da China: 2014